# Evangelische Kirche (Karlsbrunn)

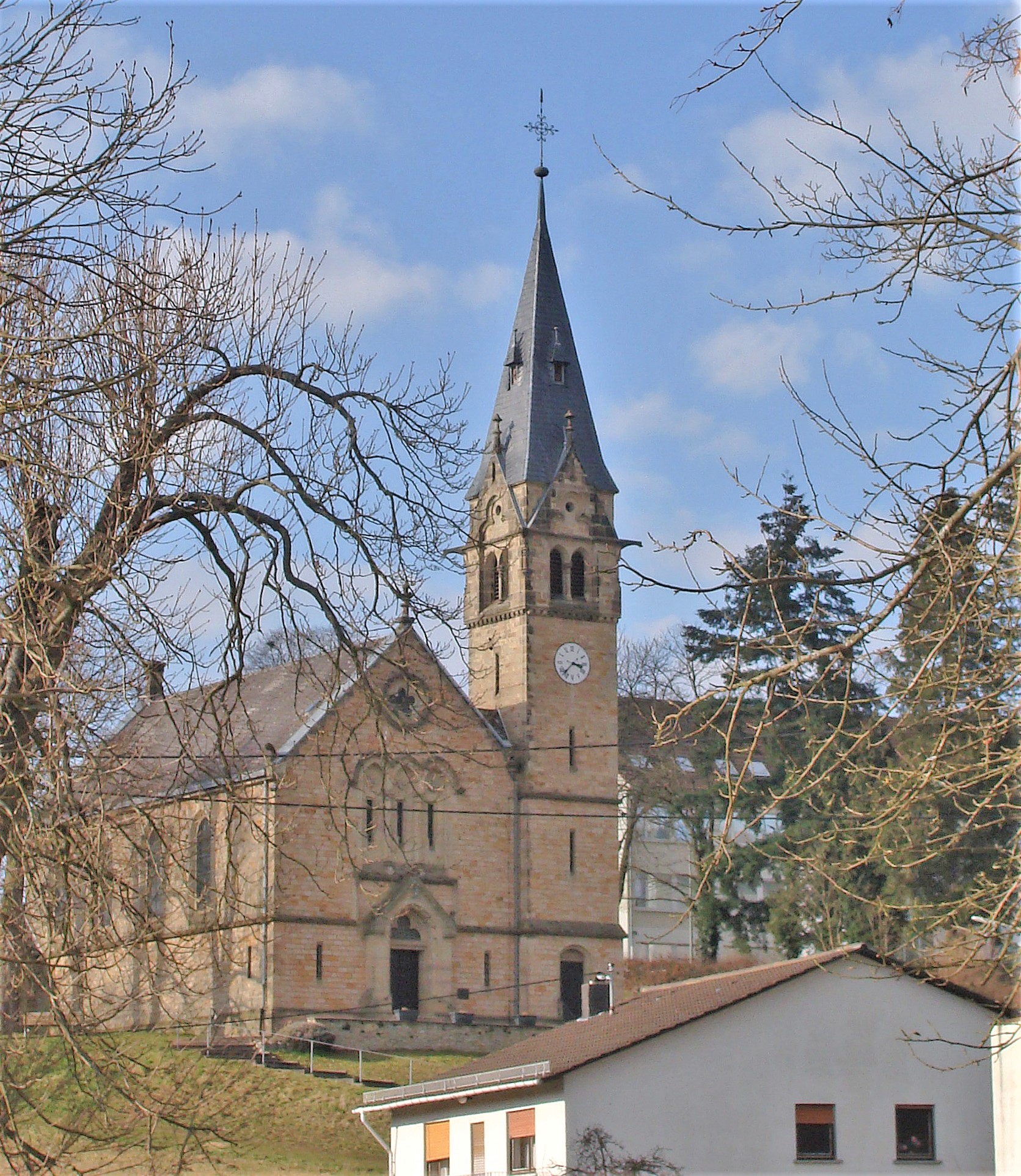
Die protestantische Kirche in Karlsbrunn

Die Evangelische Kirche Karlsbrunn ist eine Kirche der Evangelischen Kirchengemeinde Völklingen-Warndt im saarländischen Karlsbrunn, einem Ortsteil der Gemeinde Großrosseln im Regionalverband Saarbrücken. Die Kirchengemeinde ist dem Kirchenkreis Saar-West der Evangelischen Kirche im Rheinland zugeordnet. In der Denkmalliste des Saarlandes ist die Kirche als Einzeldenkmal aufgeführt.

## Geschichte
Im Jahr 1724 wurde in Karlsbrunn, das Anfang des 18. Jahrhunderts als Siedlung hessischer Glas- und Spiegelmacher entstand, eine lutherische Gemeinde gegründet. Für den Gottesdienst dienten bis zum Jahr 1744 verschiedene Provisorien, ehe ein Pfarrhaus mit einem Betsaal im ersten Stockwerk erbaut werden konnte. Im Jahr 1794 wurde die Pfarrstelle aufgehoben, womit auch die lutherische Gemeinde Karlsbrunn aufhörte zu bestehen. Die Pfarrer der Nachbargemeinden übernahmen in der Folge die seelsorgerliche Betreuung, bis im Jahr 1818 als Folge der Saarbrücker Union die Vereinigung mit Ludweiler erfolgte.
Seit der Mitte des 19. Jahrhunderts kam es durch den Zuzug von auswärtigen Arbeitskräften wieder zu einem Anstieg der evangelischen Christen in Karlsbrunn und den umliegenden Dörfern im Warndt. Dies führte im Jahr 1858 zur Wiedergründung einer eigenständigen evangelischen Karlsbrunner Kirchengemeinde, die auch wieder mit einer eigenen Pfarrstelle ausgestattet wurde. Da der Betsaal im Pfarrhaus gegen Ende des 19. Jahrhunderts nicht mehr den Anforderungen der Gemeinde entsprach, wurde der Bau einer Pfarrkirche beschlossen. Die Pläne für den Kirchenneubau fertigte Architekt Heinrich Güth (Saarbrücken) an. Die Grundsteinlegung erfolgte am 7. Juni 1896. Die Einweihung der fertiggestellten Kirche konnte am 12. August 1897 vorgenommen werden.
Im Jahr 1975 wurde die Kirche einer Innenrestaurierung unterzogen. In den Jahren 1993 bis 1999 folgten weitere Restaurierungsmaßnahmen.

## Architektur und Ausstattung
Die evangelische Kirche in Karlsbrunn wurde im Stil des Historismus erbaut, wobei vor allem auf neogotische Formen zurückgegriffen wurde. Das Kirchengebäude gliedert sich in ein vierachsiges Langhaus, das im Osten von einem eingezogenen fünfseitigen polygonalen Chor abgeschlossen wird, und einen Glockenturm mit Spitzhelm, der seitlich an die Südwestecke des Langhauses angefügt ist. Am Chor ist außerdem noch eine Sakristei angebaut.
Am Außenbau weist der Chor als einziger Baukörper Strebepfeiler auf. Das steinsichtige Mauerwerk des Außenbaus erfährt durch einzelne Werksteindetails eine Gliederung. Im Innenraum finden sich in der Chorapsis Gewölbe, während das Langhaus von einer Holzdecke in Form einer Segmenttonne nach oben hin abgeschlossen wird. In der Chorapsis, die durch zwei Stufen und einen Triumphbogen vom Langhaus getrennt wird, steht mittig der Altar. Am Triumphbogen ist seitlich die Kanzel angebracht.
Zur weiteren Ausstattung neben Altar und Kanzel gehört der Taufstein in Form eines Steinkelches aus dem Jahr 2000. In den Jahren 1995 bis 1999 wurde die historische Ausmalung des Innenraums restauriert.

## Orgel
Die Orgel der Kirche wurde im Jahr 1849 von Johann Christoph Mellmann für die Reformierte Kirche im nordrhein-westfälischen Heiligenhaus erbaut. Das einmanualige Instrument mit angehängtem Pedal, das auf der Westquerempore an der Turmseite aufgestellt ist, verfügt über acht Register. Die Spiel- und Registertraktur sind mechanisch, die Windlade als Schleiflade ausgeführt. Die Disposition lautet wie folgt:
| I Manual C–f3 |                     |     |
| 1.            | Bordun              | 16′ |
| 2.            | Principal           | 8′  |
| 3.            | Flöte Traver (ab c) | 8′  |
| 4.            | Viol di Gambe       | 8′  |
| 5.            | Octave              | 4′  |
| 6.            | Rohrflöte           | 4′  |
| 7.            | Quinte              | 3′  |
| 8.            | Octave              | 2′  |

| Pedal C–c1 |           |
|            | angehängt |